# 逝去公主的孔雀舞
《逝去公主的孔雀舞》（韓語：파반느）是预计2025年上映的韩国爱情片，改编自韩国作家朴玟奎于2009年出版的同名小说，由《桃李花歌》《三振集团英语托业班》的导演李宗弼执导，高我星、卞約漢、文相敏主演。

## 剧情概要
剧情讲述三个连自己都无法喜欢自己的人，互相照耀彼此的同时面对生活和爱情。

## 演员阵容
- 高我星 饰演 美贞，百货公司职员，因外表给人留下阴郁的印象，她努力让自己不起眼和避开他人不便的视线。[4]
- 卞約漢 饰演 约翰，在百货公司停车场工作的青年，拥有自由的灵魂，喜欢摇滚音乐和古典爱情片。[4]
- 文相敏 饰演 庆禄，放弃梦想后在百货公司打工的青年，对在那里遇到的美贞产生了特别的感情。[4]

## 制作

### 发展
该片在2024年之前曾两次尝试进行电影制作，但均未成功。2009年11月，电影制作公司Idea Factory宣布将朴玟奎的畅销小说《逝去公主的孔雀舞》（죽은 왕녀를 위한 파반느）电影化并开始剧本改编工作，由知名广告导演吴民浩（오민호）执导，预计2010年上半年开机。2014年12月，电影公司Main Title Pictures与原作小说出版社Wisdom House签订电影制作版权合约，确定进入电影制作阶段，计划2016年上映。

### 选角
2017年12月，韩国媒体报道高我星、趙賢哲有望主演该片，影片由《桃李花歌》的导演李宗弼执导，预计2020年上半年开拍；双方均回应未确定参演。2024年4月，韩国媒体报道卞約漢、高我星、文相敏将主演该片，由《我只是個計程車司機》《三振集团英语托业班》制作公司The LAMP负责制作，原作小说不仅备受读者欢迎，还曾获得李箱文學獎、李孝石文学奖、韩民族文学奖等重要文学奖项。同年5月31日片方正式宣布高我星、卞约汉、文相敏参演。

### 拍摄
影片主体拍摄于2024年5月8日正式开始，卞约汉于5月25日加入拍摄；同年9月前后杀青。